# パサイア
パサイア(バスク語: Pasaia)は、スペイン北部バスク州中部のギプスコア県に属するムニシピオ（基礎自治体）の1つである。ドノスティアルデアの構成自治体の1つであり、サン・セバスティアン都市圏に含まれている。カスティーリャ語ではパサヘス(Pasajes)。

## 地理
サン・セバスティアンの市街地から約5km東に位置し、ウリア山とハイスキベル山の麓にある。オイアルツン川河口部のパサイア湾に面しており、漁業を行う商業港がある。2008年の人口は16,056人であり、パサイア湾周辺にパサイ・サン・ペドロ地区、パサイ・サン・フアン地区（バスク語ではドニバネ地区）、アンチョ地区、トリンチェルペ地区の4つの中心地があり、それぞれ異なる性格を持っている。アンチョ地区にはメトロ・ドノスティアルデアのパサイア駅とセルカニアス サン・セバスティアンのパサイア駅パサイア駅があり、レンフェ（スペイン国鉄）の車両基地がある。

## 歴史
1203年にはオイアルソ (Oiarso)としてパサイアが初めて文献で言及され、オイアルソの村は後にガスコン語で「港」を表すパサヘ (Pasage)と名を変えた。13世紀初頭にはバスク人とともにガスコーニュ人がこの地域に住んでいたとされる。現在の名称が初めて登場するのは15世紀であり、1770年にはパサイ・サン・フアン地区がカルロス4世から自治体としての権利を得た。
歴史的にはふたつの競合する男爵領によって支配された。オンダリビア男爵領はパサイ・サン・フアン地区を支配し、ドノスティア男爵領はパサイ・サン・ペドロ地区を支配した。1770年にパサイ・サン・フアン地区はオンダリビア男爵領から分離し、1805年にパサイ・サン・ペドロ地区はドノスティア男爵領から分離した。イルンとマドリードの間の鉄道が開通した1890年にアンチョ地区が形成された。サン・ペドロ地区の隣のトリンチェルペ地区は最後に形成された地区である。トリンチェルペ地区とアンチョ地区はサン・セバスティアンの東側に連なる市街地に吸収された。19世紀末にサン・セバスティアンのラ・コンチャ湾岸にいくつもの邸宅が建設された際には、造船所がパサイアに移転した。

## 政治
| 歴代パサイア市長 | 歴代パサイア市長                             | 歴代パサイア市長          |
| 在任期間         | 名前                                         | 政党                      |
| ---------------- | -------------------------------------------- | ------------------------- |
| 2011-2015        | アマイア・アギレガビリア・アルベルディ       | ビルドゥ                  |
| 2007-2011        | マイデル・シガンダ・ポブラシオン             | バスク民族主義党(EAJ-PNV) |
| 2003-2007        | イサスクン・ゴメス・セルメーニョ             | バスク社会党(PSE-EE)      |
| 1999-2003        | フアン・カルロス・アルドゥンツィン・フアネナ | バスク市民(EH)            |
| 1995-1999        | ビシェン・イチャソ・ゴンサーレス             | バスク民族主義党(EAJ-PNV) |
| 1991-1995        | ホセバ・シャビエル・ポルトゥガル・アルテアガ | エリ・バタスナ(HB)        |
| 1987-1991        | ホセバ・シャビエル・ポルトゥガル・アルテアガ | エリ・バタスナ(HB)        |
| 1983-1987        | ロベルト・エチェサレタ・ムルギオンド         | バスク民族主義党(EAJ-PNV) |
| 1979-1983        | エドゥアルド・アセギノラサ                   | エリ・バタスナ(HB)        |

| パサイア議会選挙結果               | パサイア議会選挙結果 | パサイア議会選挙結果 | パサイア議会選挙結果 | パサイア議会選挙結果 |
| 政党                               | 2011                 | 2011                 | 2007                 | 2007                 |
| 政党                               | 得票数               | 議席数               | 得票数               | 議席数               |
| ---------------------------------- | -------------------- | -------------------- | -------------------- | -------------------- |
| ビルドゥ                           | 40.23%               | 8                    | -                    | -                    |
| バスク社会党 (PSE-EE)              | 17.38%               | 3                    | 23.45%               | 5                    |
| バスク民族主義党 (EAJ-PNV)         | 16.9%                | 3                    | 13.51%               | 2                    |
| 国民党 (PP)                        | 10.08%               | 2                    | 9.33%                | 1                    |
| バスク統一左翼 (EB-B)              | 5.95%                | 1                    | -                    | -                    |
| アマイカバット (H1!)               | 3.67%                | 0                    | -                    | -                    |
| アララール                         | 3.12%                | 0                    | -                    | -                    |
| バスク民族主義者行動 (EAE-ANV)     | -                    | -                    | 33.41%               | 7                    |
| バスク統一左翼/アララール (EB-B/A) | -                    | -                    | 9.16%                | 1                    |
| バスク連帯 (EA)                    | -                    | -                    | 8.52%                | 1                    |

## 人口
| パサイアの人口推移 1900－2005                           |
|                                                         |
| 出典:INE（スペイン国立統計局）1900年 - 1991年、1996年 - |

## 出身人物
- イシドロ・ランガラ – サッカー選手。スペイン代表。
- パコ・ラバンネ – ファッションデザイナー。
- ハビエル・ハシント – 指揮者・作曲家。
- ブラス・デ・レソ - 18世紀の軍人。スペイン帝国提督。
- ペドロ・エチェバリア・アンサ – 画家・作曲家・作家。
- ホアキン・マリア・フェレール – 政治家。1841年に11日間だけスペイン首相を務めた。
- パサヘス – 画家。
- ミケル・アスタルロサ – 自転車競技選手。
- ミケル・ラボア – シンガーソングライター。「バスク音楽の創始者」とされる。

## 公式サイト
- 公式サイト （スペイン語） （バスク語）